# 1001 böcker du måste läsa innan du dör
1001 böcker du måste läsa innan du dör (engelska: 1001 Books You Must Read Before You Die) är en bok som utgavs första gången 2006. I boken presenteras 1001 böcker på en till två kolumner text. Titlarna presenteras i kronologisk ordning och är inte sällan illustrerade. Den engelska originalupplagan under redaktion av Peter Boxall har bidrag från flera olika personer. Till den andra utgåvan reviderades urvalet och mer än tvåhundra böcker byttes ut, främst för att bredda urvalet från icke-engelskspråkiga författare. Den engelska utgåvan tar, namnet till trots, främst upp romaner, med ett litet antal undantag.

## Svenska utgåvan
I den svenska utgåvan har urvalet gjorts av Göran Hägg, som även skrivit dess texter. Till skillnad från den engelska utgåvan finns även bland annat biografier, dramatiska verk, poesi samt barn- och ungdomsböcker, vilket gör att verk av Dostojevskij, Strindberg och Proust står sida vid sida med Mio, min Mio, Fem-böckerna liksom verk av William Shakespeare och Homeros. 
Titlarna går tillbaka så långt i tiden som till Första Moseboken, och rör sig fram till nutid, via verk som Erikskrönikan, Tusen och en natt, Romeo och Julia, Don Quijote, Robinson Crusoe, Bröderna Grimms sagor, Stolthet och fördom, En studie i rött, Hemsöborna, Mor gifter sig, Anne Franks dagbok, Utvandrarna och Liftarens guide till galaxen.

## Utgåvor på andra språk
Utgåvor på andra språk består i huvudsak av översättningar av den engelska utgåvan, med ett fåtal böcker utbytta till böcker skrivna på det aktuella språket.